# رودوکروزیت
رودوکروزیت  (به انگلیسی: Rhodochrosite) با فرمول شیمیایی MnCO3 از مجموعه کانی هاست و لومینسانس قرمز تیره کامل در امتداد محور طولی از خود نشان می‌دهد. از کلمات یونانی رودو rhodon یعنی صورتی و khroma به معنای رنگ اخذ شده‌است. در شعله عادی می‌سوزد. در اسیدها حل می‌شود. MnO:۶۱٫۷۱٪ CO۲:۳۸٫۲۹٪ برای اولین بار در آلمان غربی کشف شد و از نظر شکل بلور: رمبوئدر - قرصی شکل - منشوری، رنگ: صورتی - قرمز - قهوه‌ای - خاکستری، شفافیت: نیمه شفاف، شکستگی: صدفی - نامنظم، جلا: شیشه ای، رخ: کامل، سیستم تبلور: رمبوئدریک و در رده‌بندی کربنات است همچنین خاصیت مغناطیسی ندارد و منشأ تشکیل آن هیدروترمال - دگرگونی مجاورتی - پگماتیتی - رسوبی است.
همایند کانی‌شناسی (پارانژ) آن سختی - چگالی و انحلال در اسیدهادولومیت - رودونیت- گالن- اسفالریت- پیریت و غیره است
، از نظر ژیزمان بلوری - آگرگات دانه‌ای - توده‌ای - نامنظم فراوان است و بیشتر در آلمان غربی و شرقی، رومانی، چک اسلواکی، فرانسه، پرو، آمریکا، مکزیک و آرژانتین یافت می‌شود.